# TVO San Vicente
TVO San Vicente es un canal de televisión por suscripción chileno que emite para las ciudades de San Vicente de Tagua Tagua y Santa Cruz de la Región de O'Higgins. Es de carácter regional y su programación se basa especialmente en contenidos locales y nacionales.

## Historia
En sus inicios el canal reemplazó a RitmoTV tras problemas de administración. Su primera transmisión oficial, que fue un especial del Día de la Madre, fue realizado en vivo bajo la conducción de Susana Rozas, actual rostro y directora de la estación. Las oficinas del canal se ubicaban en Germán Riesco, al lado de las instalaciones de Coltrahue CATV.
Posteriormente, TVO trasladó sus estudios a la calle Horacio Aránguiz 1351, lo que resultó ser un golpe de suerte ya que, tras el terremoto del 27 de febrero de 2010 las instalaciones de Coltrahue CATV y las construcciones aledañas, donde TVO San Vicente operaba anteriormente, fueron gravemente dañadas y posteriormente demolidas.
A comienzos del 2011, el canal lanzó su sitio web oficial. En febrero de 2013, TVO empezó a transmitir por internet para los primeros días del Carnaval de Verano de San Vicente de Tagua Tagua.
En el mes de marzo de 2014, el canal expande su cobertura a través de la cableoperadora Coltrahue CATV para Santa Cruz.

## Programación
Gran parte de su programación se basa en videoclips latinos y anglos cuando no hay programación contemplada dentro de un horario.
De lunes a viernes a las 22:15 horas se emiten programas en directo desde su estudio, así como también envasados de producción propia. Los sábados y domingos se emiten repeticiones de la programación semanal.

### Programación actual
- Conversando la Mañana: matinal conducido por Susana Rozas Fuentes.
- Doctor en Casa: producción externa de circulación nacional con especialistas de la salud, conducido por Claudio Aldunate.
- Qué Nivel: conversación ligera con personalidades públicas y del espectáculo local con Leonel Orellana.
- TVO Informa: resumen de noticias de la región de O'Higgins.
- TVO Motor: programa dedicado al automovilismo, conducido por Juan Guzmán.
- Recuerdos: selección de videos musicales de los años 60, 70 y 80.
- Concierto en Casa: conciertos realizados en la región de O'Higgins provenientes del archivo y/o producción propia de TVO.
- Dios me Habla: programa de evangelización conducido por Joel Sandoval Álvarez de la Misión Iglesia Pentecostal Evangélica Barrio Norte.

### Programación anterior
- TVO Deportes: programa deportivo conducido por Roberto Madariaga y Jorge Correa Pérez. Realiza principal seguimiento al Club Deportivo General Velásquez de San Vicente de Tagua Tagua.
- El sabor de lo nuestro: panel de conversación sobre el pasado patrimonial de San Vicente de Taguatagua.
- Especial ranchero: espacio dedicado a emitir vídeos de música regional mexicana.
- Análisis: programa de entrevistas de carácter político conducido por María Elena de la Barra.
- Skape Urbano: programa juvenil realizado en los inicios del canal, cuyos participantes fueron convocados a un casting.
- Tiempo de Consagrados: programa musical dedicado a la música de los años 60 y 70. Actualmente está en Imagia Televisión.
- Somos Sanvicentanos: programa de conversación de índole folclórica, cultural y local.
- Somos Sanvicentanos en el Bicentenario: derivado del programa anterior, fue realizado especialmente para la celebración del bicentenario del país.
- Realidades: programa de entrevistas conducido por Susana Rozas.
- Hoy x Hoy: tres panelistas hablan de temas tabú
- Realidades Contingentes: programa de conversación sobre temas de contingencia regional conducido por María Luisa Munizaga (quien anteriormente estuviera en Imagia Televisión).
- El Poder del Amor: espacio orientado a la conciliación de parejas y amor de familia.
- Conociendo San Vicente: programa que da a conocer los diferentes sectores rurales de la zona y su historia.
- Al Interior de la Educación Municipalizada: programa el cual da a conocer el funcionamiento de cada establecimiento educacional municipalizado de la comuna.
- ¿Que será de ellos?: programa de entrevistas a profesores jubilados que formaron parte del sistema educacional de la zona, mediante un análisis de la actual educación y la tradicional. Conducido por Víctor Arias de la Fuente.
- Esta es mi escuela: espacio dedicado a exhibir el funcionamiento y actividades de los distintos establecimientos educacionales municipalizados.
- Un día con..: serie de reportajes dedicados a acompañar en terreno a los trabajadores de distintos ámbitos productivos de la zona. Por problemas de producción su temporada 2012 se vio suspendida, pero sin descartar capítulos nuevos para el 2013.
- Municipales 2012: espacio emitido en vivo y en directo dedicado a entrevistar a los candidatos a concejal y alcalde por la comuna durante las Elecciones Municipales 2012 en Chile. Conducido por Juan Guzmán y María Elena de la Barra.
- Noticiero Escolar: informativo mensual financiado por la Corporación de Educación de San Vicente de Tagua Tagua, y del cual participan los establecimientos educacionales municipales.
- Colegio España Informa: programa de información sobre las actividades del Colegio España, conduce la profesora Inés Cabezas.
- Buenas Razones: programa de entrevistas a personalidades comunales y regionales conducido por Max Soto Yáñez, la cual se realiza en paralelo con el programa de Telecanal en Santa Cruz.
- Actualidad Deportiva: programa deportivo conducido por Roberto Madariaga y Jorge Correa Pérez.

## Presentadores
- Susana Rozas Fuentes
- Juan Guzmán
- María Elena de la Barra
- Roberto Madariaga